# ブルボン
株式会社ブルボン（英: BOURBON CORPORATION）は、新潟県柏崎市に本社を置く大手菓子メーカー。東京証券取引所スタンダード市場上場。コーポレートスローガンは「おいしい笑顔の真ん中に」と「おいしさ、思いやり、いつもいっしょに。」。

## 企業概要
柏崎の菓子店「最上屋」の息子で、洋菓子作りを学んだ吉田吉造（1886年 - 1954年）が、関東大震災で菓子が地方に一時的に供給されなくなったことから地方での菓子の量産を決意し、1924年（大正13年）11月20日に現在の柏崎市に設立した北日本製菓商会（きたにほんせいかしょうかい）が起源。同年に北日本製菓株式会社に改組、火災や水害などの障害に遭いつつも、1930年代には朝鮮半島北部にまで販路を伸ばすなど業績を上げた。
1952年（昭和27年）に北日本食品工業株式会社に商号を変更。昭和40年代には「わたしのパルミよ!」のCMによる「レーズンサンド」のヒットで全国的にその名を知られるようになった。その後ブランドを「パルミ」から「ブルボン」に改め、1989年（平成元年）6月1日より現社名となっている。
「ブルボン」のブランド名は昭和36年（1961年）に当時の社長が考案し、昭和38年（1963年）に商標登録され、粉末インスタントコーヒーに初めて使用された。
2009年（平成21年）10月1日付で、新潟県内に所在する製造部門の連結子会社9社（北日本巻食品、ボンビスコ、西蒲米菓、北日本大潟食品、北日本和島食品、北日本月潟食品、北日本村上食品、北日本豊浦食品、北日本五泉食品）を吸収合併した。この時点では吸収合併されなかった北日本羽黒食品は、2022年（令和4年）4月1日付でブルボンに吸収合併されている。
2013年（平成25年）5月31日、JR柏崎駅前の同社旧駅前工場跡地に新しい本社ビルを建設すると発表した。約9831平方メートルの敷地に地上13階、高さ59メートルのビルで、2013年10月着工、2015年（平成27年）3月完成。設計は遠藤秀平。耐震性の高いコンクリート充てん鋼管構造を採用したほか、洪水や津波でも中枢を維持出来るよう主要設備を高層階に設置。災害時はビル内の食堂を市民に開放し、避難所として提供することを明らかにしている。

## 沿革
- 1924年（大正13年） - 「北日本製菓」の創業者である吉田吉造が、柏崎駅前で資本金10万円でビスケット製造を開始。
- 1925年 - 国産機で、ドロップの製造を開始。
- 1927年 - ビスケット2号機設置。ドロップス機を輸入し増産体制を目指す。
- 1932年 - チューインガム、タバコ菓子を発売。東京販売所を開設。国鉄、北日本提案のコンテナを採用。柏崎 - 秋葉原、第1号輸送される。
- 1934年 - 米菓の製造を開始。
- 1937年 - 野戦食、カンパン、粉味噌、甘味品を陸軍に納入し始める。
- 1940年 - 北日本商事（株）設立、後に農畜産、漁業を行う北日本農事と改称。さらに、柏崎飛行機工業（株）を設立したが戦後解散。
- 1945年 - 1942年（昭和17年）から軍需品の生産を行うが終戦によって打ち切り。10月から民需品工場転換許可され、引き揚げ者へのカンパン、粉食を生産。
- 1948年 - 育児食ビスケットの生産を開始。
- 1949年 - 味噌、醤油類、キャラメルの生産を開始。
- 1952年 - 北日本食品工業株式会社に社名を変更。
- 1953年 - 金平糖、チャイナマーブルの生産を開始。
- 1954年 - 昭和29年6月吉田順二が2代目社長に就任。新潟証券取引所に株式を上場。
- 1957年 - ビスケットバンドオーブン1号機設置稼動。
- 1961年 - 羽衣あられ発売。
- 1962年 - 豆菓子部門に参入。
- 1963年 - 資本金1億円。柏崎市郊外の荒浜に工場（現在の柏崎工場）を新設。
- 1964年 - 昭和39年7月三代目社長に吉田高章が就任。ホワイトロリータ発売。
- 1966年 - 日本で最初の米菓のオートメーション化に成功。うすやきの量産体制を確立。
- 1967年 - 東京出張所開設。
- 1968年 - 本社を荒浜工場に移転。大阪、名古屋出張所開設。
- 1969年 - 巻工場新設。神戸、横浜出張所開設。
- 1971年 - 全国営業網の整備が始まる。
- 1972年 - 大潟工場新設。
- 1974年 - 世界に広がるお菓子にとの願いを込めてルマンド発売。（Le Monde（ル・モンド）の意味はフランス語で「世界」）。最高月商20億円を売り上げる大ヒットとなる。
- 1975年 - 和島工場新設。150円パッケージビスケットが好評を博す。
- 1976年 - ポテルカ発売。吉田奨学財団を設立。
- 1978年 - 営業網が全国100余か所に拡大。バームロール発売。
- 1979年 - ピッカラ、エリーゼ発売。
- 1980年 - 味ごのみ発売。
- 1981年 - 月潟工場新設。モンドセレクションでピッカラが金賞受賞
- 1982年 - チョコレート部門に参入。シルベーヌ発売。
- 1984年 - キャンデー部門に参入。チーズおかき発売。
- 1986年 - チョコあーんぱん発売。
- 1988年 - ファミリーサイズ発売。
- 1989年 - 平成元年6月1日、ブランド名と社名を統一し「株式会社ブルボン」として新たにスタート。ハイショコラシリーズ発売。村上工場新設。（平成元年12月より、3月決算に変更。）
- 1993年 - 羽黒工場新設。資本金10.3億円に増資。ガム部門に参入。
- 1994年 - 小麦粉せんべいの量産化。
- 1995年 - 創業からの念願であった天然名水とイオン水を発売。工場での生産開始日が阪神淡路大震災と偶然重なり、急遽救援物資として被災地に生産品を送付。デザート部門に参入。
- 1996年 - 平成8年1月吉田康が社長就任就任。粉末ココア発売。プチシリーズ発売。
- 1998年 - 豊浦工場新設。コミュニケースガム発売。（株）レーマン、ブルボングループに加わる。飲料ラインでISO9002認証取得。
- 1999年 - プチポテト発売。ダイオキシン対策として包装材料を全て非塩素系に変更。社員の制服をペットボトル再生素材使用へ切り替え開始。
- 2000年 - 東京証券取引所市場第2部へ上場。本社、本社工場、駅前工場でISO14001認証取得。
- 2004年 - 行動規範・行動指針の策定[7]、ヘルプラインの設置。環境報告書の発行。五泉工場新設。
- 2005年 - 商品開発センター設立。大潟工場でISO14001の認証取得。
- 2006年 -羽黒工場で厚生労働省の総合衛生管理製造過程 (HACCP) の承認。豊浦工場でISO22000の認証取得。プライバシーマークの認証取得。トゥルーフード賞受賞。
- 2007年 -　特定保健用食品の表示許可を「ミルクココア繊維習慣」2品で取得。中華人民共和国上海市にて販売会社「波路梦（上海）商貿有限公司」を設立。「新潟県中越沖地震」での義援金寄付。
- 2008年 - パリ伝統の高級ショコラトリー「アラレーヌアストリッド」の日本での第一号店をオープン。「波路梦（長興）食品有限公司」でプチシリーズ6品の生産開始。
- 2009年 - 酢てきスタイル発売。新潟県内の連結子会社9社を吸収合併。
- 2010年 - スローバー発売。エチゴビール㈱のグループ会社化。アーモンドラッシュが日本食糧新聞社主催「食品ヒット大賞」優秀ヒット賞受賞。
- 2011年 - 「東日本大震災」での義援金寄付。フェットチーネグミが日本食糧新聞社主催「食品ヒット大賞」優秀ヒット賞受賞。
- 2013年 - 当社を含む協議会による“モーダルシフト等推進事業”が国土交通省認定事業となる。経済産業省からグリーン物流パートナーシップ優良事業表彰を受ける。
- 2014年 - 新潟南工場で製品倉庫増築。ポップコーン市場に参入。
- 2015年 - 3月、柏崎市駅前に新本社ビルが竣工。地上13階（高さ59メートル）、敷地面積9831平方メートル（約2974坪）、延床面積9966平方メートル（約3015坪）。
- 2016年 - チルド商品スライス生チョコレートの全国発売。冷菓事業に新規参入。ルマンドアイス発売。水球男子日本代表に社員4名が選出され、リオデジャネイロ五輪に出場。
- 2017年 - 「ブルボングループ健康宣言」を制定。スライス生チョコレートが日本食糧新聞社の食品ヒット賞で「優秀ヒット賞」を受賞。再生医療研究用増殖制御基礎培養液Xyltech（キシルテック）BOF-01の開発、販売により、再生医療向け試薬事業へ新規参入。スポーツ庁より「スポーツエールカンパニー」の認定を取得。
- 2018年 - 経済産業省と日本健康会議が共同で認定する「健康経営優良法人〜ホワイト500〜」を取得。ルマンドアイスが日本食糧新聞社の食品ヒット賞で「優秀ヒット賞」を受賞。
- 2019年 - スライス状の新感覚食材スライスキッチンシリーズを発売。毎月24日を「ブルボン・プチの日」、毎年6月24日を「プチクマの日」に制定。ひとくちルマンドを発売し、日本食糧新聞社の食品ヒット賞で「優秀ヒット賞」を受賞。
- 2020年 - 新型コロナウイルスの根絶祈願と、感染拡大の状況を後世へと伝えるため、「アマビコ・アマビエの碑」を建立。
- 2021年 - 日本製素材を使用したマスクの自社製造を開始。発酵バターを使用した、贅沢ルマンドを発売。
- 2022年 - 北日本羽黒食品株式会社を吸収合併[8]。魚沼工場竣工。併設する雪室設備で熟成させたカカオ豆を原料に使用した雪室ショコラを発売。

## 製品

### 菓子類

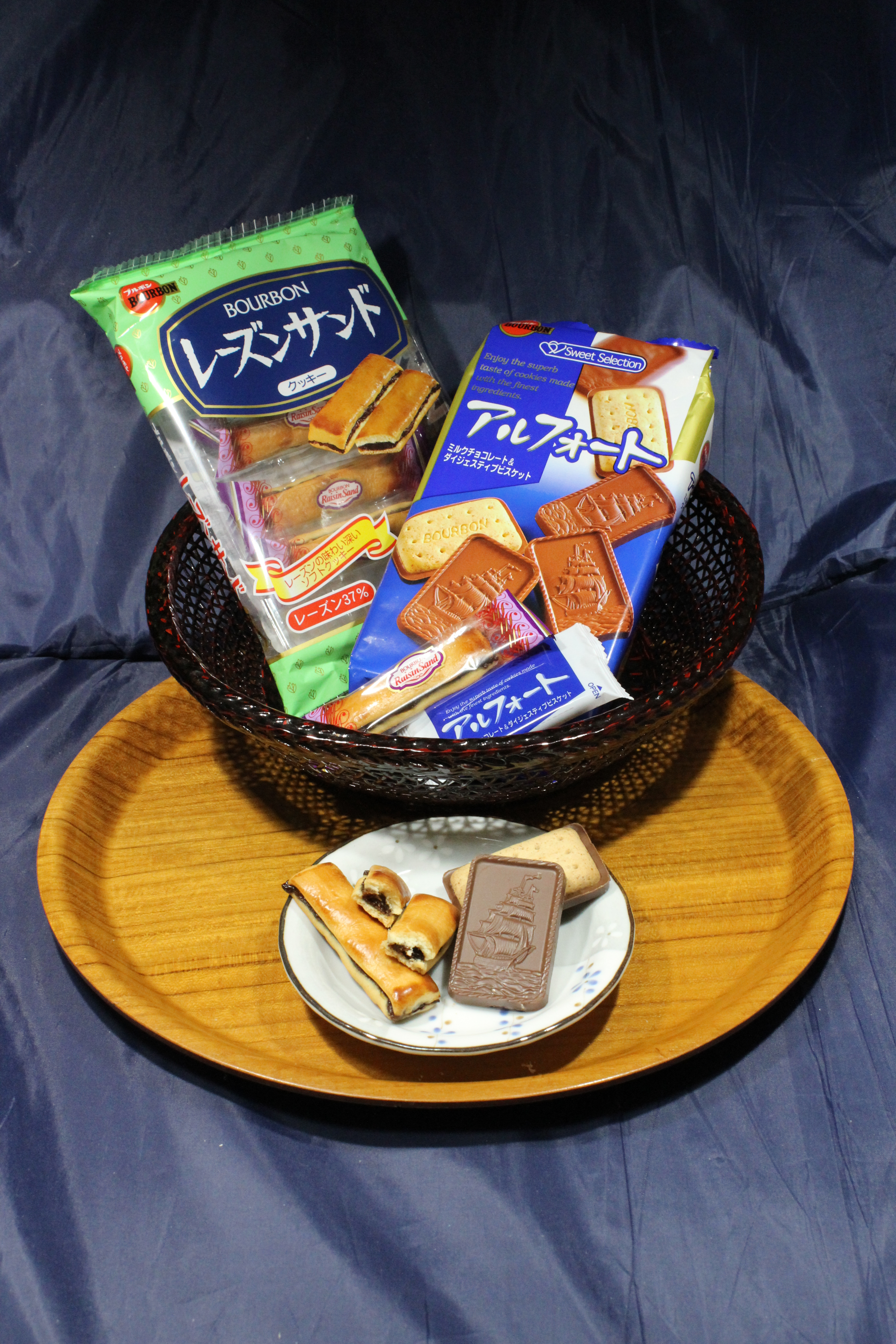
レーズンサンド（左）とアルフォート

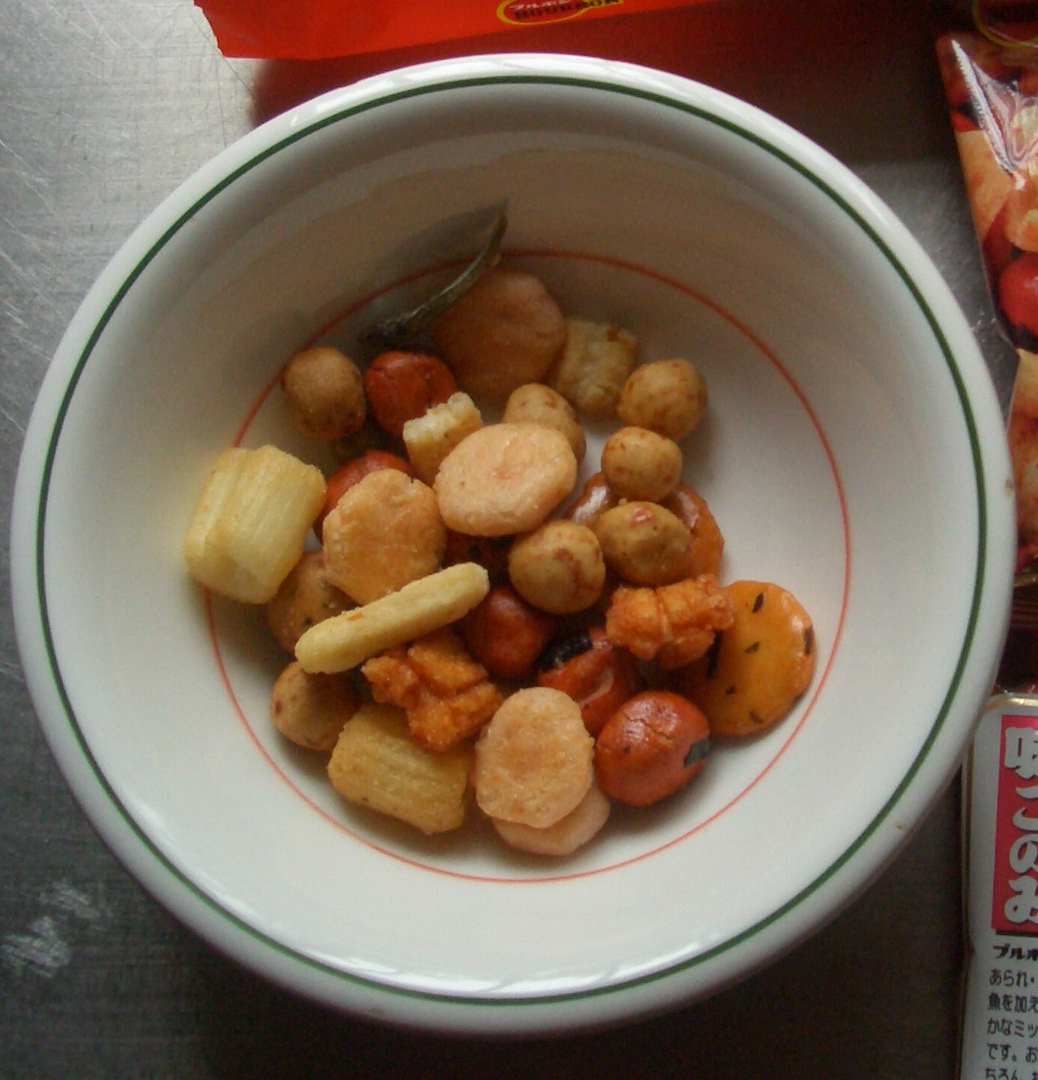
味ごのみ

子供向けよりもファミリー向け、来客者向けの商品を主体とした独自のラインナップを形成しており、他の国内主要製菓会社と比較して内容量が多目の袋入りになっているものが多く、また一段安い価格で販売されていることが多い。製品名からパッケージ意匠、製品の成型に到るまで、同社定番商品にはヨーロピアンテイストを採り入れたものが多く、低価格でも格調は高くというブランドイメージを演出し競合他社と差別化がなされている。
大正期にビスケット製造にて創業し、そのビスケット製造のオートメーション化にいち早く取り組んだことから、伝統的にビスケット・クッキー類に強みを持つ。上述の「レーズンサンド」をはじめとして「ルマンド」、「チョコリエール」、「ルーベラ」、「ホワイトロリータ」など昭和40年代以来ロングセラーとなる定番商品を立ち上げ、大手製菓メーカーとしての地歩を築く。他に「ボイセンベリーシリーズ」などがある。
一方で、創業当時から同業他社が定番と位置づける板チョコやキャラメル等の展開はなかったものの、昭和後期以後、段階的にチョコレート菓子分野へ進出を強化。得意の焼菓子とチョコの新たな融合を図った「エリーゼ」。同社定番商品のゴージャス路線を踏襲し、高級洋菓子店の生チョコレートを模した「トリュフ」や流滴形成型の「セピアート」等。エリーゼの焼菓子+チョコの知見をビスケットに援用した「アルフォート」、「ブランチュール」など、新たな定番シリーズを複数立ち上げることに成功。現在ではフルーツガムやキャンディなどもラインナップされているなど、洋菓子を中心とする業界五指に入る大手の地位を確立する。
1996年（平成8年）に発売開始した「プチアンドプチポテトシリーズ」は若年層にヒットし、定番商品に成長している。若年層向け製品は他にも「チョトス」、「bit」などが、また子供向け製品としては「エブリバーガー」、「チョコあ～んぱん」、「きこりの切株」などがある。
洋菓子メーカーとしてのイメージが強い一方で、「米どころ新潟」に根を下ろす菓子メーカーとして1934年（昭和9年）から米菓の製造も手がけている。1966年（昭和41年）には日本で初めて米菓製造のオートメーション化に成功、今日では「チーズおかき」、「羽衣あられ」、「味ごのみ」などがラインナップされている。なお、「味ごのみ」については、ブルボン内部では「豆菓子（混菓子）」に分類。1979年（昭和54年）に発売開始された「ピッカラ」は1981年（昭和56年）にモンドセレクションで金賞を受賞している。なお、「ピッカラ」はブルボンでは“お米のスナック”として「スナック菓子」に分類されている。
また、ローソンやセブン＆アイなどのプライベートブランド製造 (OEM) も行っている。

### ミネラルウオーター・飲料・デザートほか
山形県庄内地方に横たわる出羽三山からの湧水を採水・ボトリングしたミネラルウオーター類（「天然名水」・「イオン水」）を始め、「すっきり仕立てのさらら茶」や「カフェリ」等のソフトドリンク類、「くだものいっぱいゼリー」・「食べごろ果実ゼリー」・「食後の0kcal」・「粒ジュレ0kcal」各シリーズ等のデザート類、更に「ミルクココア繊維習慣」（特保認定済）等の食品類もラインナップされている。
このうちミネラルウオーター類は1995年（平成7年）より発売開始、これに関してはその当時見られた飲料水の水質悪化に対する憂いから社会貢献の柱の一つとして発売したとされているが、その工場生産開始日当日にあたる1月17日に阪神・淡路大震災が発生しており、生産されたミネラルウオーターが急遽救援物資として被災地に送られている。

## 事業所
本社
新潟県柏崎市駅前1-3-1
柏崎工場
新潟県柏崎市松波4-2-14
上越工場
新潟県上越市大潟区上小船津浜550
長岡工場
新潟県長岡市両高2431
新潟工場
新潟県新潟市西蒲区巻乙480
新潟南工場
新潟県新潟市南区西萱場610
五泉工場
新潟県五泉市下条1387
新発田工場
新潟県新発田市荒町甲1209-6
村上工場
新潟県村上市仲間町300
鶴岡工場
山形県鶴岡市羽黒町赤川272
魚沼工場
新潟県魚沼市十日町字八色原1687-8
赤坂オフィス
東京都港区赤坂4-1-33 赤坂中西ビル8階
神戸オフィス
兵庫県神戸市中央区港島南町1-5-2 神戸キメックセンタービル9階
営業所
仙台市・柏崎市・川口市・横浜市・北名古屋市・広島市・福岡市

### スポーツ
- 2010年にお膝元で結成された水球社会人クラブチーム「柏崎水球クラブ」と命名権契約を結び、「ブルボンウォーターポロクラブ柏崎」とした。このブルボンウォーターポロクラブ柏崎は、2012年度の日本選手権水球競技で結成3年目にして優勝を果たした。また、ブルボンは水球男子日本代表「ポセイドン・ジャパン」のオフィシャルスポンサーであると共に、各種水球競技の普及・啓蒙のための活動にも協賛している。
- 兵庫県立三木防災公園にあるテニスコート「ビーンズドーム」も命名権取得により「ブルボン・ビーンズドーム」としている。

## トリビア
- 地元出身の歌手、桑原奈々がヴォーカルのバンド『7bitz（ナナビッツ）』は、ブルボンの商品名『bit』に掛かっている。
- 現在は声優の金田朋子が、本社労務課に6か月勤務していたことがある。横浜出身で関東学院大学卒の金田が新潟にある同社に就職した理由は、お菓子が大好きだったからである。また、2017年には同社のTVCMで歌唱を担当し「うた 元ブルボン社員の金田朋子」という字幕が画面に表示された。
- かつて、キャラメルコーン（東ハト）のライバル商品だった「ココナッツコーン」なるコーンスナックが製造販売されており、CMソングの歌唱を大瀧詠一が担当し、作曲も多羅尾伴内名義で手掛ける。
- テレビ朝日系にて、特撮では「ザ・カゲスター」、「5年3組魔法組」、テレビアニメでは「激走!ルーベンカイザー」、「魔女っ子チックル」のスポンサーを務めた。
- TBS系列・CBC製作のテレビアニメ「モンスターファーム」シリーズのスポンサーでもあった。様々なお菓子も発売されていた。
- 柏崎出身の脚本家野島伸司のTBS系列金曜ドラマ『高校教師』（1993年）の劇中で、「エリーゼ」が桜井幸子演じる繭の好物として登場し、一時期注目された。当時ブルボンは同枠のスポンサーだった。また1996年には、桜井が同商品のCMイメージキャラクターを務めている。
- ANAの日本国内ラウンジ及び国際線の機内で配布される「スナックミックス（おつまみ）」はブルボン製品である。

## 関連情報
- 日本の企業一覧 (食料品)